# Nicht der Homosexuelle ist pervers, sondern die Situation, in der er lebt
Nicht der Homosexuelle ist pervers, sondern die Situation, in der er lebt ist ein 1971 im Auftrag des Westdeutschen Rundfunks gedrehtes Filmdrama von Rosa von Praunheim.
In dem Film wird am Beispiel der Protagonisten das Leben homosexueller Männer Anfang der 1970er Jahre in der schwulen Subkultur in Berlin dargestellt. Eine zentrale These des Films ist, dass Homosexuelle die schlechte Situation, in der sie auf Grund ihrer Benachteiligung leben, zum Teil selber zu verantworten hätten. Tenor ist, dass Homosexuelle ihre Angst und Ohnmacht überwinden und aus ihren „Verstecken“ herauskommen sollten, um sich zu organisieren, sich gegenseitig zu unterstützen und solidarisch für eine bessere, gleichberechtigte Gesellschaft zu kämpfen.
Die Aussagen und Forderungen des Films beruhen auf der politischen Agenda und gesellschaftlichen Analyse der Drehbuchautoren. Der Film wurde als Stummfilm gedreht und erst nachträglich mit Dialogen sowie sozialkritischen und provokanten Kommentaren unterlegt, um einen Abbruch der Dreharbeiten durch Produktionsverantwortliche zu vermeiden. Die dabei entstandene Asynchronität wurde bewusst als Stilmittel eingesetzt. In dem Film kommt es zum ersten Kuss zwischen zwei Männern, der im deutschen Fernsehen ausgestrahlt wurde.
Der Film wurde zum Auslöser der modernen deutschen Lesben- und Schwulenbewegung und hatte nicht nur direkte gesellschaftspolitische Auswirkungen in der Bundesrepublik Deutschland zur Folge, sondern auch eine internationale Wirkung: „Sein [Rosa von Praunheims] epochaler Film Nicht der Homosexuelle … gilt seit langem als maßgeblich für die Etablierung der schwulen Befreiungsbewegung in Deutschland und als Katalysator für Befreiungsbewegungen weltweit.“ (Cerise Howard, Filmhistorikerin und Kuratorin des Australischen Filmmuseums) Der Film trug zum Wandel der Verwendung des Worts schwul vom Schmähwort zur Selbstbezeichnung Homosexueller bei.

## Handlung
Der junge Daniel aus der Provinz kommt nach West-Berlin und trifft dort auf Clemens. Beide erleben die große Liebe, ziehen zusammen und versuchen, die bürgerliche Ehe zu kopieren. Nach vier Monaten trennen sie sich wieder, weil Daniel einen reichen älteren Mann kennengelernt hat, in dessen Villa er einzieht. Wenig später betrügt ihn sein neuer Freund bei einem Musikabend mit einem anderen Mann. Für ihn war Daniel nur ein Lustobjekt auf Zeit.
Daniel beginnt, in einem Schwulen-Café zu arbeiten, kleidet sich nach der neuesten Mode und passt sich schnell an die Ideale und Gegebenheiten der schwulen Subkultur an. Er verbringt seine Freizeit gerne im Strandbad und lässt sich nur mit einer knappen Badehose bekleidet von anderen Schwulen bewundern. Nachts geht er in Szene-Bars und wird immer mehr von ständig wechselnden Partnern und flüchtigen Sex-Abenteuern abhängig. Nach einiger Zeit entdeckt er auch die Reize des Cruisings in Parks und in öffentlichen Toiletten, wo er einmal auch miterleben muss, wie ältere schwule Männer beleidigt und verprügelt werden.
Eines Tages landet Daniel zu später Stunde in einem Travestie-Lokal, in der sich um diese Uhrzeit vor allem Männer treffen, die bis dahin noch keinen Partner für die Nacht gefunden haben. Hier lernt er Paul kennen, der ihn mit in seine schwule Wohngemeinschaft im Stil einer Kommune nimmt.
Die Bewohner der Kommune diskutieren mit Daniel über die Herausforderungen und Probleme ihres Lebens und versuchen, ihm zu verdeutlichen, dass er ein oberflächliches Leben führen würde. Emanzipierte Männer sollten ihrer Meinung nach öffentlich zu ihrer Homosexualität stehen und aktiv für andere Werte schwulen Lebens eintreten, als nur Modetrends und schnellem, meist anonymen Sex nachzujagen. Die Bewohner schlagen Daniel vor, sich mit ihnen auf einer aktivistischen Ebene zu verbünden. Zusammen mit Gleichgesinnten wollen sie soziale Netzwerke schaffen, um sich gegenseitig zu unterstützen und um sich politisch zu organisieren, damit sie gemeinschaftlich für eine gerechtere Gesellschaft kämpfen können, in der sich Homosexuelle frei und ohne Diskriminierung bewegen und entwickeln können.

## Hintergrund
Am 1. September 1969 trat die Liberalisierung des § 175 (StGB) in Kraft. Praktizierte männliche Homosexualität unter Erwachsenen war fortan nicht mehr strafbar. Dadurch begann langsam ein öffentliches schwules Leben in Deutschland, primär in Großstädten wie Berlin und Köln. Dieses war noch geprägt von den inkognito lebenden, sich der heterosexuellen Mehrheitsgesellschaft unterordnenden und auf Toleranz hoffenden Homophilen, ihren in der Öffentlichkeit nicht sichtbaren und meist getarnten Vereinen, der rein kommerziell geprägten und hinter unscheinbaren Türen, zugeklebten Fenstern und namenlosen Klingelschildern versteckten Bar- und Club-Szene, die von der neuen Schwulenbewegung auch als „Sex-Ghetto“ bezeichnet wurde, sowie den als anonymen Kontaktplätzen dienenden Parks und öffentlichen Toiletten, sogenannten Klappen, die aus der Zeit vor der Entkriminalisierung homosexueller Sexualkontakte im Jahr 1969 eine zentrale Bedeutung eingenommen hatten.
So hieß der Arbeitstitel des Films: Nicht der Schwule ist pervers, sondern die Situation, in der er lebt – Das Glück auf der Toilette.

„Der Film war geprägt von Wut und Frust, die sich in meinem bisherigen schwulen Leben in Berlin aufgestaut hatten. Ich war davon überzeugt, dass wir nicht immer nur passiv auf die Nettigkeit der Gesellschaft warten können, damit sich für uns etwas zum Vorteil verändert. […] Unser Film sollte provozieren, Schwule und Heteros aus ihrer Ruhe und ins Gespräch bringen. Wir wollten auf keinen Fall einen Film, der die Schwulen glorifiziert oder bemitleidet. Uns war es wichtig, die ‚beschissene‘ Situation der Schwulen schonungslos aufzudecken, […].“

Neben Rosa von Praunheim und Sigurd Wurl lieferte der Soziologe und Sexualwissenschaftler Martin Dannecker die Textbeiträge zu dem Film. Zusammen mit Reimut Reiche arbeitete Dannecker ab 1970 an seiner Untersuchung über den „gewöhnlichen Homosexuellen“.

## Veröffentlichung und historische Bedeutung
Der Film wurde am 3. Juli 1971 im Rahmen der Berlinale im Internationalen Forum des Jungen Films uraufgeführt. Bei den Aufführungen in Kinos und auf Filmfestivals kam es oft zu spontanen Diskussionen, teilweise im Beisein der Drehbuchautoren. Bereits 1971 gründeten sich daraufhin zahlreiche Homosexuelleninitiativen, beispielsweise die Homosexuelle Aktion Westberlin (HAW) und die Rote Zelle Schwul (RotZSchwul) in Frankfurt am Main. Zwischen 1971 und 1973 kam es zur Gründung von über 70 registrierten Gruppen, Vereinen und anderen Einrichtungen, davon 55 mit einem allgemeinen Vertretungsanspruch, die fast ausnahmslos auf den Film zurückgingen. Dies war der Beginn der modernen, anfangs studentisch und politisch links geprägten Lesben- und Schwulenbewegung in der Bundesrepublik Deutschland.
Im Fernsehen wurde der Film erstmals am 31. Januar 1972 bewusst zu später Stunde im WDR ausgestrahlt. Der ursprünglich vorgesehene Sendetermin in der ARD wurde von der Programmleitung auf Vorschlag der Ständigen Fernsehprogrammkonferenz ins Dritte Fernsehprogramm verschoben: „Die Konferenz hatte die Meinung vertreten, dieser Film sei geeignet, zur Zeit noch bestehende Vorurteile gegen Homosexuelle zu bestätigen oder zu verstärken, anstatt diese abzubauen.“ Der Bavaria-Film-Produzent Günter Rohrbach kommentierte dazu: „Unter dem Vorwand, gerade die Homosexuellen selbst vor Schaden bewahren zu wollen, wird der engagierteste, mutigste und konsequenteste Film, der bisher für ihre Befreiung gedreht wurde, einer großen Öffentlichkeit vorenthalten.“ Eigentlich würde es den Programmverantwortlichen darum gehen, so Rohrbach, an der bestehenden Situation der Homosexuellen in der Gesellschaft nichts zu ändern, und zwar in der Gewissheit, in diesem Punkt mit der heterosexuellen Mehrheitsgesellschaft übereinzustimmen. Steve Ewin (B. A.) vom American Institute for Contemporary German Studies (AICGS) schrieb in seiner Abhandlung über die LGBT-Repräsentation in deutschen Medien (Weimar and Beyond, 2021), Nicht der Homosexuelle … sei eine direkte Breitseite gegen eine Gesellschaft gewesen, die sich geweigert habe, Handlungen nach § 175 als „nationalsozialistisches Unrecht“ anzuerkennen.
Der WDR hatte vorsorglich die Sendertelefone für die Ausstrahlung verstärkt besetzt, was sich auch als notwendig erwies. Wie in solchen Situationen üblich, riefen vor allem empörte Bürger an, etwa 95 % der Anrufe waren negativ. Die am häufigsten geäußerte Meinung war sinngemäß: „Lasst uns doch mit den Homosexuellen zufrieden, wir wollen mit denen nichts zu tun haben.“ Ein Jahr nach der Erstausstrahlung sendete das WDR Fernsehen eine Publikumsdiskussion unter Leitung von Moderator Reinhard Münchenhagen mit der Teilnahme des Filmemachers Rosa von Praunheim, des Co-Autors Martin Dannecker, des Religions- und Kultursoziologen Demosthenes Savramis, der Politikerin Emmy Diemer-Nicolaus, des Bundestagsabgeordneten Wilderich Freiherr Ostman von der Leye und des Co-Produzenten Günter Rohrbach, die kontrovers darüber debattierten, weshalb der Film erst zu später Stunde im Dritten Programm gesendet worden war, über die Definitionen der Begriffe „normal“ und „pervers“, die gesellschaftliche Integration von Homosexuellen, die Strafrechtsreform in Bezug auf den Paragraphen 175, Homosexualität am Arbeitsplatz, den Unterschied zwischen weiblichen und männlichen Homosexuellen und den Aufklärungswert des Films.
Die erste bundesweite Ausstrahlung im ARD-Fernsehen erfolgte schließlich am 15. Januar 1973, allerdings schaltete sich dabei der Bayerische Rundfunk aus und sendete stattdessen den finnischen Rennfahrerfilm Benzin im Blut als Gegenprogramm, was erneut zu einem Medienskandal rund um von Praunheims Film führte.
Gegen die Fernsehaufführung (im Allgemeinen und in der ARD im Speziellen) hatten im Vorfeld auch die Internationale Homophilen-Welt-Organisation (IHWO) und die vom ehemaligen NPD-Mitglied Jürgen Neumann 1971 gegründete Deutsche Homophile Organisation (DHO) agiert, die auf Grund ihrer Politik der gesellschaftlichen Anpassung und Unterordnung gegenüber der heterosexuellen Mehrheit massiver Kritik ausgesetzt waren und um ihre Daseinsberechtigung fürchteten. Mit der alten Homophilenbewegung gab es kaum Schnittstellen und Kontakte, sondern vor allem Konflikte. Aus der Ablehnung der bisherigen „versteckten“ und rein kommerziellen Lokalszene wurden zum Beispiel in der Folge alternative Begegnungsstätten und Vereinslokale geschaffen, wie das SchwuZ in Berlin. Auch kommerzielle Bars und Clubs präsentierten sich offen der Schwulenszene zugehörig, zum Beispiel durch das Anbringen von Regenbogenfahnen an den nun durch Fenster geöffneten Fassaden. Die homophilen Einrichtungen und Strukturen in Deutschland fielen nach dem Film rasch in sich zusammen und es entstand eine neue, von der modernen Lesben- und Schwulenbewegung geprägte Szene und Community.
In der Schweiz waren homosexuelle Handlungen unter Erwachsenen seit 1942 nicht mehr strafbar. Die progressiv ausgerichtete Schwulen-Zeitschrift Der Kreis musste allerdings 1967 eingestellt werden, und es wurden andere, von der Homophilenbewegung initiierte Projekte gestartet, die sich hinsichtlich ihrer politischen Ausrichtung den heterosexuellen Normen unterordneten. Erst im Frühjahr 1972 gelang es, Nicht der Homosexuelle … öffentlich in der Schweiz aufzuführen, unter anderem weil zuvor von konservativen Schwulen-Organisationen massiv Widerstand gegen den Film geleistet worden war. Nach den ersten Aufführungen kam es in den Wochen und Monaten darauf zur Gründung der Homosexuellen Arbeitsgruppen Zürich (HAZ) und anderer modern ausgerichteter Einrichtungen der neuen Emanzipationsbewegung, zum Beispiel der Homosexuellen Arbeitsgruppen Basel und der Homosexuellen Arbeitsgruppen Bern.
Auch in Österreich und anderen Ländern löste der Film positive Impulse auf die Entwicklung der schwulen Sub- und Vereinskultur sowie der gesellschaftlichen Akzeptanz von Homosexuellen aus.

## Notizen
Der Film feierte 1971 seine Uraufführung bei den Internationalen Filmfestspielen von Berlin. Im Jahr 1972 wurde er unter anderem im Rahmen der Documenta 5 in Kassel aufgeführt. Im selben Jahr hatte Nicht der Homosexuelle … seine US-Premiere im Museum of Modern Art in New York City, in Großbritannien wurde der Film erstmals 1972 im National Film Theatre in London gezeigt.
Nicht der Homosexuelle … wurde schon mehrfach bei den Internationalen Filmfestspielen von Berlin wiederholt und wird bis heute auf verschiedensten Festivals und Veranstaltungen in Deutschland sowie im Ausland aufgeführt.
Der Film wurde an vielen renommierten Universitäten gezeigt, zum Beispiel an der Universität von Kalifornien in Berkeley und an der Universität von Pennsylvania, und ging in diverse wissenschaftliche Arbeiten und Publikationen ein, zum Beispiel der Stanford-Universität und der Oxford-Universität.
Anlässlich seines 50-jährigen Bestehens am 3. Juli 2021 wurde der Film zusammen mit der TV-Publikumsdiskussion zum Film (von 1973) im WDR ausgestrahlt. Das Museum of Modern Art streamte zum Jubiläum zusammen mit der Berlinale und dem Goethe-Institut fast 10 Tage lang Nicht der Homosexuelle ist pervers, sondern die Situation, in der er lebt.

## Zitate und wegweisende Aussagen
Der Filmtitel Nicht der Homosexuelle ist pervers, sondern die Situation, in der er lebt wird häufig in abgewandelter Form (entsprechend des jeweiligen Themas) zitiert.
Ein Tabubruch bestand darin, dass in dem Film rund 100 Mal die Wörter „schwul“ und „Schwuler“ ausgesprochen werden, was damals viele Heterosexuelle, aber auch Homosexuelle als sehr provokant und schwer erträglich empfanden. Der bis dahin rein negativ verstandene Begriff „schwul“ wurde jedoch auf Grund des Films, der progressiv mit dem Begriff umgeht, von Aktivisten und Studenten in eine positive Selbstbezeichnung homosexueller Männer umgemünzt.

„Schwule wollen nicht schwul sein, sondern sie wollen so spießig sein und kitschig sein wie der Durchschnittsbürger. Sie sehnen sich nach einem trauten Heim, in dem sie mit einem ehrlichen und treuen Freund unauffällig ein eheähnliches Verhältnis eingehen können. Der ideale Partner muss sauber, ehrlich und natürlich sein, ein unverbrauchter und frischer Junge, so lieb und verspielt wie ein Schäferhund.
Da die Schwulen vom Spießer als krank und minderwertig verachtet werden, versuchen sie noch spießiger zu werden, um ihr Schuldgefühl abzutragen mit einem Übermaß an bürgerlichen Tugenden. Sie sind politisch passiv und verhalten sich konservativ als Dank dafür, dass sie nicht totgeschlagen werden.
Schwule schämen sich ihrer Veranlagung, denn man hat ihnen in jahrhundertelanger christlicher Erziehung eingeprägt, was für Säue sie sind. Deshalb flüchten sie weit weg von dieser grausamen Realität in die romantische Welt des Kitsches und der Ideale. Ihre Träume sind Illustrierten-Träume, Träume von einem Menschen, an dessen Seite sie aus den Widrigkeiten des Alltags entlassen werden in eine Welt, die nur aus Liebe und Romantik besteht. Nicht die Homosexuellen sind pervers, sondern die Situation, in der sie zu leben haben.“

„Die Mehrzahl der Homosexuellen gleicht dem Typ des unauffälligen Sohnes aus gutem Hause, der den größten Wert darauf legt, männlich zu erscheinen. Sein größter Feind ist die auffällige Tunte. Tunten sind nicht so verlogen, wie der spießige Schwule. Tunten übertreiben ihre schwulen Eigenschaften und machen sich über sie lustig. Sie stellen damit die Normen unserer Gesellschaft in Frage und zeigen, was es bedeutet, schwul zu sein.“

„Homosexuelle haben miteinander nichts gemeinsam als den starken Wunsch, mit einem Mann zu schlafen. Der immer stärker werdende Wunsch nach einem nackten männlichen Körper treibt sie aus ihren Familien heraus zu den Orten, wo sie Schwule treffen. In der Gemeinschaft der Schwulen können sie für kurze Zeit vergessen, dass sie Aussätzige und Verstoßene sind.“

„Schwule versuchen die bürgerliche Ehe zu kopieren an statt die, denen sie ihr ganzes Unglück verdanken, zu hassen, wäre es ihr größtes Glück, eine von Kirche und Staat erlaubte lebenslange Zweierbeziehung einzugehen.“

„Die bürgerliche Ehe funktioniert durch Aufzucht von Kindern und Unterdrückung der Frau. Die Schwule Ehe kann nur ein lächerlicher Abklatsch sein, da fehlende gemeinsame Aufgaben ersetzt werden durch eine romantische Liebe; die fern jeder Realität ist. Die romantische und vergötternde Liebe ist nichts anderes als Selbstliebe. Die meisten Schwulen merken nicht, daß sie in der Liebe zum anderen nur sich selbst lieben. Der Freund wird als Abgott der eignen Hoffnungen und Sehnsüchte gesehen. Sie versuchen nicht ihn zu verstehen und auf ihn einzugehen; sie belasten ihn sogar noch mit den eigenen Schwierigkeiten. Die schwule Ehe zerbricht  an der Rivalität von zwei eitlen Männern die da zu erzogen wurde ihre Interessen, anstatt miteinander im Wettbewerb gegeneinander durchzusetzen. Die fehlenden gemeinsamen Aufgaben und die Unfähigkeit sich zu verstehen, weil man zu sehr seiner eignen Person verhaftet bleibt, führen bald zum tragischen Ende einer romantischen Freundschaft. Zurück bleibt die  Einsamkeit und die grosse Leere die bald von neuen unwirklichen und eitlen Träumen angefüllt wird.“

„Jetzt aber ist die Zeit da, wo wir uns selbst helfen müssen. […] Das Wichtigste für alle Schwulen ist, dass wir uns zu unserem Schwulsein bekennen. […] Wir schwulen Säue wollen endlich Menschen werden und wie Menschen behandelt werden. Und wir müssen selbst darum kämpfen. Wir wollen nicht nur toleriert, wir wollen akzeptiert werden. Es geht nicht nur um eine Anerkennung von Seiten der Bevölkerung, sondern es geht um unser Verhalten unter uns. Wir wollen keine anonymen Vereine! Wir wollen eine gemeinsame Aktion, damit wir uns kennenlernen und uns gemeinsam im Kampf für unsere Probleme näherkommen und uns lieben lernen.
Wir müssen uns organisieren. Wir brauchen bessere Kneipen, wir brauchen gute Ärzte, und wir brauchen Schutz am Arbeitsplatz.
Werdet stolz auf eure Homosexualität!
Raus aus den Toiletten, rein in die Straßen!
Freiheit für die Schwulen!“

Die am Ende des Films eingeblendete Aufforderung „Raus aus den Toiletten, rein in die Straßen!“ wird von vielen Zuschauern als eine übertragene Anpassung des in den USA verwendeten Imperativs „Out of the closet and into the street!“ verstanden. Allerdings war im deutschsprachigen Raum die zugrundeliegende Redewendung „Coming out of the closet“ mit ihrer Bedeutung (wörtlich: „Aus dem Kleiderschrank herauskommen“, im übertragenen Sinne: „Aus dem Versteck herauskommen“, in diesem Kontext: „Sich zu seiner Homosexualität bekennen“) noch nicht bekannt. Vielmehr passt die Aufforderung zu den provokanten Aussagen über Klappensex im Film: Anstatt seine Freizeit nur mit Sex auf Klappen zu verbringen, wäre es notwendiger, sich mit anderen Homosexuellen zu solidarisieren und gemeinsam mit ihnen auf der Straße für die Rechte von homosexuellen Menschen zu demonstrieren.
Günter Rohrbach schrieb 1972 im Spiegel über den Film: „Er ist aggressiv und polemisch, er ist beides, vor allem gegen die Homosexuellen selbst. Das macht ihn für sie so schmerzlich, das macht ihn aber auch für die Heterosexuellen so problematisch. Beiden Gruppen wäre wahrscheinlich in ihrer Mehrheit ein Film lieber gewesen, der auch das direktoriale Verdikt am wenigsten zu fürchten gehabt hätte: ein angepasster, für das Phänomen der Homosexualität um Toleranz werbender Film. (Auch das sind schließlich Menschen!) Kann man es dem Homosexuellen Rosa von Praunheim verargen, daß er gerade das nicht wollte? Würde es der Befreiung der Schwarzen nützen, wenn man einen Film machte, in dem sie alle weiß geschminkt wären?“

## Rezeption
Das Medienecho auf den Film und dessen Macher war enorm und hält im Grunde bis heute an: „Rosa von Praunheim ist einer der erfolgreichsten schwulen Filmemacher der Welt. Mit seinem Film Nicht der Homosexuelle ist pervers, sondern die Situation, in der er lebt von 1971 etablierte er sich als öffentlicher Wegbereiter der modernen Schwulenrechtsbewegung.“ (Akademie der Künste) „Es ist ein persönlicher Befreiungsschlag für Holger Mischwitzky [Rosa von Praunheim] – und ein Weck- und Mahnruf für alle homosexuellen Männer. […] Mit dem Film wird Rosa von Praunheim quasi über Nacht zur Ikone der Schwulen- und Lesbenbewegung in Deutschland.“ (Deutsche Welle) Die Geschichtsprofessorin Dagmar Herzog schrieb in einem Artikel für die Bundeszentrale für politische Bildung: „Die Bedeutung dieses Films für die Schwulenbewegung in der Bundesrepublik kann gar nicht hoch genug eingeschätzt werden.“ Im Jahrbuch der Geschichte für Homosexualität (2021) des Fachverbandes Homosexualität und Geschichte heißt es: „Im deutschsprachigen Raum hat Rosa von Praunheims 1971 erschienener Film […] einen ähnlich ikonischen Charakter wie die Stonewall Riots in den USA.“ „Ein seltenes Beispiel für einen Film mit direkter gesellschaftspolitischer Wirkung.“ (Internationale Filmfestspiele Berlin) Sven Hauberg titelte in der Teleschau: „Der Skandalfilm, der Deutschland veränderte.“ Der US-amerikanische Filmkritiker Joe Hoeffner schrieb in einem Artikel über die weltweit wichtigsten Filme des queeren Kinos: „Viele Filme wurden als ‚revolutionär‘ bezeichnet, aber Nicht der Homosexuelle… verdient diese Beschreibung wirklich. Der Breakout-Film des Regisseurs und Aktivistin Rosa von Praunheim (alias Holger Mischwitzky) wurde zum Fundament der deutschen Schwulenrechtsbewegung, und sein Aufruf zur Befreiung hallte durch die Geschichte des queeren Kinos.“ Das Museum of Modern Art in New York City meinte: „Rosa von Praunheims radikale Abhandlung über Schwulenkultur und -politik sorgte Anfang der 1970er Jahre für einen regelrechten Boom des Aktivismus nach der Stonewall-Ära und hat seitdem queere Emanzipation international neu definiert.“ Darin sind sich die Medien bis heute einig: „Ganz große Fernsehgeschichte.“ (Erwin In het Panhuis, Queer.de)
Neben den gesellschaftspolitischen Auswirkungen wurden die filmischen Qualitäten und Eigenschaften des Werks behandelt: „Im Vorgriff auf dies angestrebte neue homosexuelle Selbstbewusstsein hat der Regisseur darauf verzichtet, die Form seines Films den herrschenden Kino-Normen anzugleichen.“ (Der Spiegel) „Ganz im Stile der 70er Jahre ist dieser Film inzwischen ein filmisches Dokument der Schwulenbewegung und seiner Zeit. Wobei die filmische Experimentierfreudigkeit so manchen Aufführer verwirrt, da der unter anderem eine 10-minütige stumme Szene hat! [Während des Cruising im Park] Auch als Dokument der Szene Anfang des siebten Jahrzehnts ist der Film bemerkenswert. Ohne Tabus zeigt er damals ungesehene Bilder von Schwulen auf Klappen oder im Park. Nicht der Homosexuelle ... ist ein Zeitdokument, dessen Mut und Kraft auch heute noch beeindrucken.“ (Queerfilm.de, 2001) Der Südwestrundfunk attestierte: „Ein zentraler Kunstgriff des Films war es, sich das Attribut ‚schwul‘ positiv anzueignen“. Dieser Kunstgriff wurde mit Erfolg gekrönt: „Mit dem Film bekam das kleine Wort ‚schwul‘ eine neue Bedeutung, etwa 100 Mal fällt es im deklamatorischen Kommentar des Stummfilms. Von da an eigneten sich in erster Linie junge Homosexuelle das einstige Schimpfwort als Kampfbegriff und stolze Selbstbeschreibung an.“ (Deutsche Presse-Agentur)
Der Erfolg des Films schob auch in der Film- und Fernsehbranche eine neue Bewegung an: Nicht der Homosexuelle … sei zweifellos der Urknall des deutschen New Queer Cinema gewesen, so Douglas Messerli, Filmkritiker und Literaturprofessor (World Cinema Review, 2021).
Der Regisseur wurde ebenso innerhalb der (internationalen) queeren Community für seinen Film gewürdigt. 1972 schrieb der bedeutende US-amerikanische LGBT-Aktivist und Filmexperte Vito Russo einen öffentlichen Brief an Rosa von Praunheim: „Dein Film verdient es, hier in Amerika gezeigt zu werden. Sowohl die schwule als auch die heterosexuelle Community hier müssen darauf aufmerksam gemacht werden, dass diese Dinge anderswo auf der Welt diskutiert und präsentiert werden. Nur durch ständige Offenlegung und Ausdruck können wir jemals hoffen, das zu überwinden, was so viele Jahre, zu viele Jahre, ein irrationales Tabu war. Wenn Menschen ihr Leben damit verbringen, für eine Sache zu kämpfen, an die sie glauben, gibt es ihnen unermesslichen Trost zu wissen, dass es andere gibt, die sowohl in ihrem Leben als auch in ihrer Kunst für die Meinungsfreiheit kämpfen.“ – New York City, den 18. Februar 1972, anlässlich der bevorstehenden New-York-Premiere von Nicht der Homosexuelle … im Museum of Modern Art am 6. April 1972, (MoMA-Archiv). Wieland Speck, Mitbegründer des Teddy Award und Filmemacher, sagte 2019 in einem Tagesspiegel-Interview: „1971 sah ich Rosa von Praunheims Nicht der Homosexuelle ... und wusste von da an, dass Kino unglaubliche Dinge kann: Es kann aufregen, zur Reflexion zwingen, auf die Straße treiben. Ästhetik und Politik kommen zusammen.“ „Rosa von Praunheim ist einer der seltenen Künstler, denen es gelang, mit einem Werk die gesellschaftliche Wirklichkeit zu verändern.“ (Schwules Museum) Der bekannte LGBT-Aktivist Johannes Kram schrieb 2017 in seinem vielbeachteten und für einen Grimme Online Award nominierten Nollendorfblog: „Rosa von Praunheim hat zusammen mit Martin Dannecker die moderne deutsche Homosexuellenbewegung losgetreten. Dafür gebührt ihm ewiger Dank. […] Auch heute ist Nicht-Handeln keine Option, wenn es darum geht, die Homo- und Transsexuellenverfolgung um uns herum [in homophoben und transfeindlichen Staaten] nicht hinnehmen zu wollen, auch heute sind deutlichere, unbequemere Aktionen gefragt, um den staatlich geförderten Hass gegen LGTBI* in der nächsten Nachbarschaft zu bekämpfen. […] Hierfür brauchen wir Rosa. Was wir aber vor allem brauchen ist der Rosa in uns!“

## Weitere Filmdaten
- Englischer Titel: „It Is Not the Homosexual Who Is Perverse, But the Society in Which He Lives“
- Russischer Titel: „Извращенец не гомосексуалист, а общество“
- Italienischer Titel: „Non è l’omosessuale ad essere perverso, ma la situazione in cui vive“
- Französischer Filmtitel: „Ce n’est pas l’homosexuel qui est pervers mais la société dans laquelle il vit“
- Spanischer Filmtitel: „No es perverso ser homosexual, perverso es el contexto“
- Produktionsfirmen: Bavaria Film, Westdeutscher Rundfunk
- Produktionskosten: ca. 250.000 DM
- Erstaufführung: Sektion Internationales Forum des Jungen Films der Berlinale, 3. Juli 1971 |TV-Erstausstrahlung: WDR-Fernsehen, 31. Januar 1972
- Erstaufführungen im Ausland – Beispiele: 6. April 1972, MoMA in New York City, USA |4. Juli 2001, Filmfestival Ciclo Rosa in Bogotá, Kolumbien
- Der Film war Teil der Documenta 5 in Kassel in der Abteilung Filmschau: Anderes Kino
- Der Kino-Verleih erfolgt unter anderem durch die Deutsche Kinemathek, missingFilms Filmverleih und die New York Public Library. Die DVD wurde von Kino kontrovers veröffentlicht.

## Buch zum Film
Von Praunhein brachte bereits mehrere Auflagen seines Fotobuchs Nicht der Homosexuelle ist pervers, sondern die Situation, in der er lebt – Ein Buch von Rosa von Praunheim heraus. Das Buch beinhaltet neben Fotos das Drehbuch sowie Presseartikel zum Film.